# Janderup Ladeplads
Janderup Ladeplads var en ladeplads for mindre fragtskibe, der på Varde Å fragtede varer til/fra Janderup og Varde Denne funktion ophørte i starten af 1900-tallet, da jernbaneforbindelsen Varde-Nørre Nebel Jernbane blev oprettet.
250 m nordøst for den gamle ladeplads står Janderup Kirke. 